# Jesús Jiménez
Jesús Jiménez (Guadalajara, 13 maggio 1984) è un pugile messicano.
Soprannominato "Destroyer", ha un record attuale di 26-5, con 19 successi prima del limite.